# Кремінець
Креміне́ць — село (до 2011 року — селище) Докучаєвської міської громади Кальміуського району Донецької області, Україна. У селі мешкає 338 людей.

## Загальна інформація
Розташоване на лівому березі р. Осикова. Відстань до райцентру становить близько 12 км і проходить автошляхом місцевого значення.
Територія села межує з Петровським районом Донецька Донецької області.
Перебуває на території, яка тимчасово захоплена проросійськими бойовиками.

## Населення

### Мова
Розподіл населення за рідною мовою за даними перепису 2001 року:
| Мова       | Кількість | Відсоток |
| ---------- | --------- | -------- |
| російська  | 229       | 67.75%   |
| українська | 106       | 31.36%   |
| білоруська | 3         | 0.89%    |
| Усього     | 338       | 100%     |

За даними перепису 2001 року населення села становило 338 осіб, із них 31,36 % зазначили рідною мову українську, 67,75 % — російську та 0,89 % — білоруську мову.